# Locos dieciséis
Locos dieciséis (título original en inglés: 6teen) es una serie animada canadiense. En España, se emitía en Sony Entertainment Television, mientras que en Latinoamérica se transmite en los canales Cartoon Network y Boomerang. La serie se estrenó a las 4:00 PM ET/PT el 23 de octubre de 2008 en Cartoon Network en los Estados Unidos.

## Sinopsis
La serie trata sobre las aventuras de 6 jóvenes en el Galleria Mall. La mayoría de los episodios se enfocan en dos aventuras diferentes que ocurren al mismo tiempo (por ejemplo: Jen y Caitlin intentan buscar novio, mientras Wyatt, Nikki y Jude intentan que Jonesy venza su fobia a la sangre).

## Traducción
La expresión 6teen (sixteen) es un juego de palabras en inglés que puede entenderse de dos formas: dieciséis (sixteen) o seis adolescentes (six teens).

## Personajes
Jonesy García - Presumido, orgulloso, bromista y con un gran ego son las palabras que describen a este personaje. Le gusta llamar la atención de las mujeres y se autoproclama experto en citas, a pesar de que generalmente lo rechazan. En realidad está enamorado de Nikki. En un episodio menciona que estuvo enamorado de ella desde los 14 años aunque desconozca el motivo. En otro episodio comienzan a salir. Su relación termina cuando ella se tiene que mudar, aunque él la llama cuando ella está en el avión y le dice que la quiere. Es el hermanastro de Jen, debido a que su padre se casó con la madre de Jen luego de un tiempo en el que estuvieron saliendo. Tiene 2 hermanos menores, dos hermanastras (Jen y Courtney) y una media hermana (hija de su papá y de la mamá de Jen) llamada Emma. Lo despiden frecuentemente de sus trabajos debido a su irresponsabilidad e inmadurez. Algunos de sus trabajos han sido: ayudante de Ron, el policía; banquero (no oficial); Pokey el Panda, la mascota del centro comercial; portador de malas noticias; vendedor de Khaki Boutique; y dueño de "La Lima Fiesta" (similar a "El limón"), entre otros.
Wyatt Williams - La mayoría de las veces se lo ve bebiendo café en el centro comercial. Es muy tranquilo y maduro. Es muy conocido en el centro comercial por sus canciones, ya que toca la guitarra y aunque haya terminado con su exnovia Serena, tiene un altar sobre ella en su habitación. Su primer trabajo fue en "Gíralo", una tienda de música, donde lo asignaron a la sección de música country, la cual odia, pero después fue despedido porque dijo por un micrófono de Gíralo que no podía admitir que Serena (que también trabaja en Gíralo) haya roto con él por chat, y termina en una tienda de vídeos independientes, de donde también lo despiden. Por último, trabaja en una hamburguesería con Wayne (su exjefe de la tienda de vídeos).
Jude Lizowsky - Es el torpe del grupo. Mantiene un empleo como vendedor de brochetas en "Clávalo", un restaurante en el cual siempre está mostrando sus dotes culinarias, hasta que fue despedido porque dejaba las brochetas en mal estado. Después trabajó en una pista de hielo, y posteriormente trabaja en una tienda de juegos a la que nadie va porque solo hay juegos de mesa, hasta que pidió solo una copia de Rock Maniac. Le vomitó en la boca a su novia en la primera cita, y desde ese día no se atrevió a invitarla a salir, hasta el episodio de "El Viejo de los muertos vivientes". Sale con ella durante un tiempo, pero ella lo deja después de volverse gótica, ya que quería conocer gente nueva. Luego se encuentran de nuevo cuando ya no es gótica, sino nerd, pero Jude yo no está interesado en ella. Es el típico joven skater y surfista relajado, que le dice "Nena" a su patineta, busca pleitos del guardia y tiene un estilo al hablar lento en el que le refiere a sus amigos como "viejos", "viejas" o "viejetas", y usa frases como "tranquilo, viejo".
Jennifer "Jen" Ann Masterson - Trabaja en "El Banquillo", una tienda deportiva, a pesar de que odia a su jefe debido a sus órdenes. La mayoría de las veces sus amigas la meten en problemas, es la que defiende sus derechos y normalmente tiene fama de ser buena amiga y responsable. En séptimo grado estuvo enamorada de Jonesy, pero odia que su madre se haya casado con el padre de este. Tiene una relación muy caótica con su hermana mayor, que es totalmente "perfecta" y malcriada en sus primeros momentos en la serie. Tiene una medio hermana llamada Emma, hija de su mamá y del papá de Jonesy.
Caitlin Cooke - Se une al grupo de amigos al comienzo de la serie, trabaja vendiendo limonada en "El Limón", un puesto de limonada con forma de limón en el centro comercial, para pagarle a su padre todo el dinero que gastó en su tarjeta de crédito. Es bonita, sensible e ingenua; no comprendiendo bien del mundo real ni del trabajo, temas de los cuales sus nuevos amigos le platican durante la serie. Dice que su carrera es correr a ver, correr a probar, correr a comprar y correr a usar. De niña quería ser actriz de telenovela, y siempre se le ve buscando al "ideal". Normalmente compite con Tricia, su antigua mejor amiga, que rompió su amistad con Caitlin al enterarse de su trabajo en El Limón y que se divierte burlándose de ella por el gorro con forma de limón que usa como parte de su uniforme.
Nicole "Nikki" Wong - Una chica rebelde, sarcástica y fácilmente irritable, pero aun así buena amiga. Sus padres la avergüenzan constantemente debido a su alegre y entusiasta personalidad. Odia su lugar de trabajo en Kakhi Boutique, en donde siempre está peleando con sus compañeras, Chrissy, Kristen y Kirsten, "las clones". Al comienzo no quería tener cerca a Caitlin, pero con el tiempo se hacen amigas. El sueño de Nikki es viajar por todo el mundo. Aunque dice odiar todo lo comercial, es fan de los "Dulceboys". Por un tiempo estuvo saliendo con Jonesy hasta que ella tuvo que mudarse, pero en el último momento mientras estaba en el avión lo llama y le dice que no quiere romper con él.

## Personajes secundarios
El entrenador Halder - Es el estricto, exigente, y mandamás jefe de trabajo de Jen en "El Banquillo". Tanto él como su hijo adoran el deporte y Halloween. Su mayor satisfacción es ganar y más allá de ello la victoria en cualquier aspecto. Siempre regaña a Jen y critica sus esfuerzo durante el trabajo, cuando algún empleado comete una falta es enviado un tiempo determinado a las "bancas".
Ron el policía - Es el típico agente de policía estricto del Galerias Mall. Odia a los adolescentes (sobre todo a Jonesy y a Jude) y a Stanley. Ama a la mamá de Stanley y es bueno con los bebés. No tiene una familia y por eso odia la Navidad.
Starr - Es la chica que trabaja en la isla vegetariana en el pabellón de comida, junto con Jude y Caitlin. Es el amor prominente de Jude. Empiezan saliendo en el capítulo “Las chicas khaki”, aunque Jude le vomita en la boca porque se enfermó por uno de sus pinchos en mal estado.
Wayne - Es un chico gordito, siempre lleva unos auriculares aunque no esté escuchando música, es grosero y mal educado con la gente que no sea un adolescente o haga cosas que no le agradan. Originalmente trabajaba en un puesto de venta de películas, pero ya que fue despedido por espantar a la gente comenzó a trabajar en el mismo puesto de hamburguesas en el que trabaja Waytt. Su personaje está basado en Jack Black en la película de "Alta Fidelidad"
Las Clones - Las Clones viene de un apodo que inventó Nikki hacia un trío de chicas que trabajan junto a ella en la tienda de moda Kakhi-Boutique. Representan todo lo detestable que Nikki puede considerar; es decir, simpatía, egocentrismo y falta de personalidad. Estas muchachas rubias comparten los mismos gustos por moda, chicos y cualquier ámbito que las relacione. La líder del grupo es Chrissy, quien podría ser considerada la única con cerebro entre ellas. Kristen y Kirsten, que están juntas todo el tiempo, son las muchachas dependientes que la apoyan en todo.
Tricia - En el primer episodio era su mejor amiga de compras, hasta que Caitlin se quedó sin tarjeta de crédito por sobregirarla y tener que trabajar para reponer el dinero; desde entonces se volvió su enemiga.
Serena - Es la jefa de Wyatt en "Gíralo". Al principio fue novia de Chad, que también trabaja en la tienda de discos. Cuando termina con él empieza a salir con Wyatt en el capítulo "El (casi) graduado".
Chad - Exnovio de Serena antes de que saliera con Wyatt. Es compañero en el trabajo de Wyatt y Serena.
Darth - Es el chico geek, fan de la ciencia ficción, en especial de la Guerra de las Galaxias. Su nombre es más bien un alias en relación con su hobbie. Por un tiempo estuvo enamorado de Nikki. Su nombre proviene de Darth Vader. Es el novio de Judy.
Judy - Es una chica con frenos y con un aro que rodea su cabeza. Trabaja en "Taco Maravilla" y suele escupir en los tacos de las personas que no le agradan. Es la novia de Darth.
Mamita bonita - La mamá de Stanley, es muy sensual y provocativa. Ronda por el centro comercial con su hijo y se le ve muy seguido, se nota que está desesperada de Stanley cuando en el capítulo "Competencia" le pide a Jude que lo cuide, así inicia su trabajo de niñera.
Stanley - Es un niño de aproximadamente 10 años que ronda el centro comercial con su mamá. Se dedica a molestar a toda la gente del centro comercial con una pistola de pelotas de plástico o con lo que pueda, lo que conlleva a frecuentes arrestos por parte de Ron.
Pokei, el panda - Es una persona disfrazada con una botarga de panda, no se sabe quién sea (una vez fue Jonesy), pero es víctima de los ataques de los niños que lo quieren abrazar.
Jason y Joanie - O "la pareja". Son dos novios que nunca se dejan de besar, ni siquiera cuando los corren de donde se estén besando. Varias veces dejaron de besarse; una de ellas fue cuando Waytt, con el traje de Pokei de Jonesy, tiró al chico y besó a la chica. Otra fue cuando Jonesy trabajaba dando malas noticias fue contratado para hacer que dejaran de besarse, así que él les grita que asquean a todo el mundo y los demás en el centro comercial aplauden a Jonesy. En otro capítulo, Caitlin los empuja fuera de la cabina fotográfica "hace bebés" para lograr tener un bebé lindo.
Hiro - El cocinero japonés del "Sushi Fantástico Súper Feliz". Es gruñón y muy histérico; también actúa como un samurái.
El vaquero homosexual - Se sabe que es homosexual desde el capítulo "Agredido por Cupido", cuando se inscribió en la subasta "una cita de ensueño con Jonesy", que organizaron Jonesy y Jude. El personaje está inspirado en la película "Secreto en la montaña".
Mandy y Gwen - Las nuevas mejores amigas de Tricia después de dejarle de hablar a Caitlin por conseguir su trabajo en el "Limón".
Corey - Es el hijo del entrenador y estuvo saliendo con Jen en el capítulo "Terminando con el hijo del entrenador", pero al final terminaron, ya que no tenían nada en común.
El encargado del Gigantoplex - Es el acomodador de las salas. La mayoría de las veces que se le ve es corriendo al grupo de la sala del cine.
Courtney Masterson - Es la hermana mayor de Jen. Aparentemente tiene 19 años. Su primera aparición es en el capítulo "Siempre Courtney, Courtney, Courtney". Ella vuelve de la universidad y acapara toda la atención de sus amigos, por lo que Jen se pone celosa. Jen intenta demostrar que es igual de divertida que Courtney entrando a un club con una identificación falsa. Se encuentra con todos sus amigos luciendo un vestido elegante, pero cuando regresa del baño se le caen las correas superiores del vestido y se ve todo su pecho desnudo, haciendo que terminen en la cárcel del centro comercial. Después de chantajear a Ron para que los deje salir, Courtney le confiesa a Jen que siempre estuvo secretamente celosa de ella. A pesar de sus diferencias, se muestran muy unidas en el capítulo "Los destructores de bodas".

## Episodios

### Primera temporada
- 1. Toma este empleo y exprímelo - Take this Job and Squeeze It
- 2. La gran epidemia - The Big Sickie
- 3. El lento y nada furioso - The Slow And Even-Tempered
- 4. Navidad en el centro comercial - Deck the Mall
- 5. Viva la lima - A Lime to Party
- 6. La conexión sushi - 'The Sushi Conection
- 7. Terminando con el hijo del jefe - Breaking Up With The Boss' Son
- 8. El descuento de cinco dedos - The Five Finger Discount
- 9. Empleado del mes - Employee Of The Month
- 10. El ídolo del centro comercial - Idol Time At The Mall
- 11. La cita falsa - The Fake Date
- 12. Las chicas de la banda - The Girls In The Band
- 13. El señor perfecto - Mr. Nice Guy
- 14. Encuentros - Clonesy
- 15. Agredido por Cupido - Stupids Over Cupid
- 16. La chica khaki - The Khaki Girl
- 17. El (casi) graduado - The (Almost) Graduate
- 18. Competencia- Bring It On
- 19. Coordinador de ventas - The Swami
- 20. Cecil B. Demente - Cecil B. Delusioned
- 21. El chico del cumpleaños - The Birthday Boy
- 22. El día del dragón - Enter The Dragon
- 23. Un día tranquilo - One Quiet Day
- 24. ¡Siempre Courtney, Courtney, Courtney! - It's Always Courtney, Courtney, Courtney!
- 25. El del mensaje de texto - The One With The Text Message
- 26. Boo, viejo - Boo, Dude
- 27. El viejo de los muertos vivientes - Dude Of The Living Dead (1.ª Película y Final de temporada)

### Segunda temporada
- 28. Vamos abajo - Going Underground
- 29. Deadbeat Poets Society
- 30. Día de las Profesiones - Career Day
- 31. Fish an Make Up
- 32. Awake the Wyatt Within
- 33. Un triste aniversario - Unhappy Anniversary
- 34. Pillow Talk
- 35. In A Retail Wonderland
- 36. Locuras de medianoche - Midnight Madness
- 37. Bienvenido al lado darth - Welcome To The Darth Side
- 38. El chico nuevo - The New Guy
- 39. Major Unfaithfulness
- 40. Waiting To Ex-Sale
- 41. Losing Your Lemon
- 42. La Presa - The Hunted
- 43. Apagón - Lights Out
- 44. Larga distancia - A Ding From Down Under
- 45. Los destructores de bodas - The Wedding Destroyers
- 46. The Lords Of Malltown
- 47. El bajón de Jonesy - Jonesy's Low Mojo
- 48. Smarten Up
- 49. Trabajo Sucio - Dirty Work
- 50. Over Exposed
- 51. A Crime Of Fashion
- 52. Spring Fling
- 53. Girlie Boys
- 54. Trabajo de Nieve - Snow Job (2.ª Película y Final de temporada)

### Tercera temporada
- 55. Dulces Dieciséis - Sweet 6teen
- 56. Baby, Your Stink
- 57. Vendiendo al hombre hamburguesa - Selling Out To The Burger Man
- 58. El Diario - The Journal
- 59. La lenta muerte del trasero - Silent Butt Deadly
- 60. El Nuevo Jonesy - The New Jonesy
- 61. Luchamanía - Wrestlemania
- 62. Bromista - Prank'D
- 63. 2-4-1 - 2-4-1
- 64. Otro día en la oficina - Another Day At The Office
- 65. Oops, marqué de nuevo - Oops, I Dealed It Again
- 66. How the Rent-A-Cop Stole Christmas
- 67. Inserte nombre aquí - Insert Name Here
- 68. All Pets Are Off
- 69. J de genio - J Is For Genius
- 70. Bicker Me Not
- 71. Love At Worst Sight
- 72. The One With The Cold Sore
- 73. Cita Doble - Double Date
- 74. Víctimas de la moda - Fashion Victims
- 75. Whoa, Baby!
- 76. Cheapskates
- 77. Opposites Attack
- 78. Mr. and Mr. Perfect
- 79. Date And Switch
- 80. Life Slaver (final de temporada)

### Cuarta temporada
- 81. El día del parto: Parte 1 - Labor Day: Part 1
- 82. El día del parto: Parte 2 - Labor Day: Part 2
- 83. 6 adolescentes y un bebé - 6 Teens and a Baby
- 84. Blast From The Past
- 85. Quit It!
- 86. Kyle Smylie
- 87. The List
- 88. Great Expectations
- 89. Out Of This World
- 90. On Your Mark, Get Set... Date
- 91. Role Reversal
- 92. Bye Bye Nikki? Part 1
- 93. Bye Bye Nikki? Part 2

### Estados Unidos
| Temporada         | Episodios | Fecha de inicio         | Fecha de fin            |
| ----------------- | --------- | ----------------------- | ----------------------- |
| Primera temporada | 27        | 23 de octubre de 2008   | 16 de julio de 2009     |
| Segunda temporada | 27        | 10 de noviembre de 2008 | 27 de agosto de 2009    |
| Tercera temporada | 26        | 11 de noviembre de 2008 | 20 de octubre de 2009   |
| Cuarta temporada  | 13        | 5 de abril de 2010      | 16 de diciembre de 2010 |

## Doblaje
| Inglés: - Terry McGurrin - Jonesy - Stacey DePass - Nikki - Christian Potenza - Jude - Megan Fahlenbock - Jen Masterson - Jess Gibbons - Wyatt - Las Clones: - Emilie-Claire Barlow - Chrissy - Stephanie Anne Mills - Kristen - Lauren Lipson - Kirsten - Carácters: - Rachel Wilson - Melinda Wilson - Adam Reid - Wayne - Jamie Watson - Coach Halder - Scott McCord - Darth - Drew Nelson - Kei | Hispanoamérica (Venezuela): de la primera a la tercera temporada - Héctor Indriago - Jonesy García - José Méndez - Wyatt - Sergio Pinto - Jude Lizowsky - José Granadillo - Jude Lizowsky (2.ª voz) - Soraya Camero - Jen Masterson - Melanie Henríquez - Jen Masterson (2.ª voz) - Giannina Jurado - Caitlin Cooke - Lidia Abautt - Caitlin Cooke (2.ª voz) - Carmen Suárez - Nikki Wong - Maythe Guedes - Serena/Julie/Shermaine/Canciones - Yaraiví Alcedo - Chrissy/Kirsten/Kristen - Carlos Vitalé - El Entrenador Halder - Anabel Peña - Tricia - Luis Miguel Pérez - Ron, el guardia de seguridad - Jesús Núñez - Darth/Wayne - Maythe Guedes - Julie - Gonzalo Fumero - Stanley - Úrsula Cobucci - Starr Voces adicionales: - Jorge Marín - Gonzalo Fumero - Johnny Torres - Juan Guzmán - Rolman Bastidas - Joel González - Rebeca Aponte Créditos técnicos: - Estudio de doblaje: Etceterá Group (Caracas, Venezuela) Latinoamérica (México): cuarta temporada El doblaje cambió de empresa para la 4.ª temporada de la serie. - Cristina Hernández - Nikki/Narración - Christine Byrd - Caitlin Cooke - Karla Falcón - Jen - Moisés Iván Mora - Jonesy - Carlos Hernández - Wyatt - Alfredo Leal - Jude - Víctor Ugarte - Darth - Gerardo Reyero - Ron el policía - Mariana Ortiz - Serena - Rafael Pacheco - Wayne - Circe Luna - Chrissy - Gaby Ugarte - Kirsten/Kristen - José Luis Orosco - Entrenador Halder - Gaby Beltrán - Courtney - Elsa Covián - Julie |

## Curiosidades
En el episodio 2-4-1, cuando Caitlyn está en el museo, se ve claramente un cuadro detrás de ella en el que estaba pintado el escenario del campamento Wawanakwa, de Total Drama Island.
Hay varias parodias de cosas de la vida real, como rock band, al cual llamaron rock maniac, y Los Sims, que se parodiaron como "los simu", así como Dulceboys es una parodia de los Backstreet Boys, entre otras.
Varios de los que doblaron la voz en las primeras temporadas también participaron en Total Drama Island.

### Animación utilizada
La animación utilizada en este programa se llama Harmony (conocida anteriormente como Symphony) de Toom Boom Animation.
Se usó en otros dos programas de Nelvana.

### Largometrajes realizados
- Locos dieciséis: El viejo de los muertos vivientes - Dude of living dead
- Locos dieciséis: Trabajo de nieve - Snow Job

### Invitado especial
En el año 2009, la cadena canadiense Teletoon realizó un concurso sobre la serie, el cual consistía en que el ganador podía ver y participar en el elenco oficial de la serie como un personaje dentro de la misma película que se iba estrenar a fines de diciembre Teletoon
La ganadora fue Kaitlin L. de Milton, Ontario.